# Hikari no Senritsu
 (mai 2024).
Si vous disposez d'ouvrages ou d'articles de référence ou si vous connaissez des sites web de qualité traitant du thème abordé ici, merci de compléter l'article en donnant les références utiles à sa vérifiabilité et en les liant à la section « Notes et références ».
Singles de Kalafina
Progressive
(2009) Kagayaku Sora no Shijima ni wa
(2010)
Hikari no Senritsu est le 7esingle de Kalafina sorti sous le label Sony Music Entertainment Japan le 20 janvier 2010 au Japon. Il atteint la 7e place du classement de l'Oricon. Il se vend à 10 514 exemplaires la première semaine, et reste classé 11 semaines pour un total de 20 281 exemplaires vendus. C'est le 3e single le plus vendu de Kalafina à ce jour (2010). Il sort en format CD et CD+DVD.
Hikari no Senritsu a été utilisé comme générique d'ouverture pour l'anime La Mélodie du ciel. Hikari no Senritsu se trouve sur l'album Red Moon. Yuki Kajiura a produit, créé les paroles et la musique de ce single.

## Liste des titres
| 1. | Hikari no Senritsu (光の旋律)                | 6:14 |
| 2. | Sapphire                                     | 3:49 |
| 3. | Hikari no Senritsu ~Instrumental~ (光の旋律) | 6:11 |

| 1. | Hikari no Senritsu         |  |
| 2. | Sora no Oto (Trailer)      |  |
| 3. | Sora no Oto (15 s TV Spot) |  |
| 4. | Sora no Oto (30 s TV Spot) |  |